# Dabhoi
Dabhoi är en ort i Indien.   Den ligger i distriktet Vadodara och delstaten Gujarat, i den centrala delen av landet, 800 km sydväst om huvudstaden New Delhi. Dabhoi ligger 46 meter över havet och antalet invånare är 56 253.
Terrängen runt Dabhoi är mycket platt. Runt Dabhoi är det tätbefolkat, med 308 invånare per kvadratkilometer. Dabhoi är det största samhället i trakten. Trakten runt Dabhoi består till största delen av jordbruksmark.